# Рок-н-ролл для принцесс
«Рок-н-ролл для принцесс» — советский музыкальный фильм-сказка по книге Радия Погодина «Турнир в королевстве Фиофегас», снятый режиссёром Радомиром Василевским в 1990 году (на экраны вышел в 1991).

## Сюжет
Король одного сказочного королевства Филогерц (Виктор Павлов) обеспокоен тем, что его единственный сын принц Филофей (Андрей Анкудинов) чересчур увлекся ЗОЖ. Тогда король вместе с советником решает его женить. Для этого он устраивает конкурс принцесс, победительница которого и станет женой Филофея. Устраивать конкурс помогает придворная волшебница королевства Измора (Гражина Байкштите). Самое смешное, что новобрачную принц тоже приобщил к ЗОЖ, потому что она полюбила ("взяла и мастерством, и волшебством, и, главное, любовью!") и сочла нужным разделить "чудачества" любимого.

## В ролях
- Гражина Байкштите — волшебница Измора
- Виктор Павлов — король Филогерц
- Андрей Анкудинов — принц Филофей
- Светлана Немоляева — королева (вокал — Лариса Долина)
- Людмила Аринина — Элиза, воспитательница
- Павел Винник — воспитатель
- Евгений Герчаков — воспитатель
- Владимир Носик — Лом, воспитатель
- Софья Горшкова — Хильда
- Анна Хаукка — Катя
- Владимир Гостев — принц Анатолий
- Анна Демьяненко — принцесса Пальместрина
- Светлана Свирко — принцесса Хроникамара
- Екатерина Фатьянова — принцесса Тюля
- Валентина Касьянова — принцесса Анна-Феодора
- Светлана Воронина — принцесса Ори
- Алика Смехова — принцесса Лимфатуза
- Валерий Ивченко — король Крузербас
- Ольга Лебедева — Флорина
- Александр Пашутин — советник
- Фёдор Переверзев — принц-ассистент
- Игорь Письменный — принц-ассистент
- Надежда Самсонова — Амалия
- Борис Аракелов — трактирщик
- Татьяна Говорова — фрейдлина королевы
- Михаил Дементьев — поваренок и трубач
- Васса Пережогина
- Рустам Уразаев

## Особенности фильма
- Время и место действия определению не поддаётся. С одной стороны герои фильма носят старинную одежду, живут в замках, дерутся на шпагах, с другой — ездят на велосипедах и автомобилях, а также смотрят конкурс принцесс в прямом эфире по телевизору, причём телевизоры явно советского производства.
- Принцессы из фильма принцесс напоминают мало. Это скорее советские городские девчонки.
- Вопреки названию, рок-н-ролл в фильме практически отсутствует, он звучит в фильме лишь один раз в самом конце, когда было объявлено, что Измора тайно поженила Филофея. Все остальные песни в фильме поются в стиле поп. В журнале «Искусство кино» музыка, написанная для фильма Давидом Тухмановым, названа слабой и неинтересной[1].

## Съёмочная группа
- Режиссёр: Радомир Василевский
- Сценарист: Радий Погодин
- Оператор: Сергей Стасенко
- Композитор: Давид Тухманов
- Художники: Михаил Безчастнов, Владимир Ефимов
- Монтаж: Виктория Монятовская
- Автор текстов песен: Юрий Энтин[2]